# Centro Correccional de El Dorado
El Centro Correccional de El Dorado (en inglés: El Dorado Correctional Facility, o abreviado como EDCF) es una prisión de máxima seguridad ubicada al este de la ciudad de El Dorado, en la zona rural del municipio de Prospect, Kansas, Estados Unidos.
El EDCF es la ubicación de la Unidad de Recepción y Diagnóstico (URD) del Departamento de Correcciones de Kansas (Kansas Department of Corrections, o abreviado como KDOC), encargada de procesar a todos los reclusos varones cuando son recibidos bajo custodia. La URD ayuda a determinar el nivel de custodia del recluso, su clasificación de salud mental y las necesidades de programas educativos antes de ser asignado a una instalación.
El EDCF cuenta con dos bloques de celdas para la población general de reclusos y un dormitorio de seguridad media. El EDCF está vinculado, administrativamente, a otras dos prisiones de mínima seguridad (anteriormente "campamentos de honor"): una en El Dorado y otra en Toronto, Kansas. En 2009 se anunció que el estado cerraría ambas instituciones mencionadas debido a restricciones presupuestarias. Desde 2015, las unidades de seguridad media y mínima en Oswego son, de forma administrativa, parte de EDCF.
Además, el EDCF es también la ubicación del corredor de la muerte de facto del estado. Los reclusos condenados a muerte permanecen en confinamiento solitario. Actualmente, el estado tiene nueve reclusos condenados a muerte. Sin embargo, las ejecuciones son llevadas a cabo en el Centro Correccional de Lansing (Lansing Correctional Facility, o abreviado como LCF) en Lansing. El estado no ha tenido una ejecución desde el 22 de junio de 1965, cuando los asesinos itinerantes George York y James Latham fueron ejecutados en la horca en LCF.

## Historia
El Centro Correccional de El Dorado se fundó en 1991. Fue construido en respuesta a un mandato federal para disminuir el hacinamiento en las otras dos prisiones de máxima seguridad del estado. Su expansión en 2001 incluyó la adición de dos nuevos bloques de celdas para la población general. Se espera que las instalaciones se amplíen en el futuro.
La primera fuga en la historia de la institución tuvo lugar el 28 de octubre de 2007, cuando los reclusos Jesse Bell y Steven Ford escaparon con la ayuda de la exoficial de correcciones Amber Goff. Los tres fueron capturados en Grants, Nuevo México, menos de tres días después. Bell y Ford fueron arrestados en el estacionamiento de un complejo de apartamentos. Goff fue encontrada dormida en el asiento de conductor de un automóvil estacionado en la entrada de una casa desocupada en Grants; también se encontró una pistola robada debajo de un periódico a su lado.
En los últimos años, el estado ha considerado reubicar las ejecuciones desde el Centro Correccional de Lansing al Centro Correccional de El Dorado.

## Reclusos notables
- Hermanos Reginald y Jonathan Carr: fueron declarados culpables de matar a cinco personas en una ola de crimen en diciembre de 2000, nombrada como la "Masacre de Wichita", siendo condenados a muerte. Sus sentencias han sido anuladas y reinstauradas.
- Richard Grissom: asesino en serie convicto que asesinó a tres mujeres en 1989 y cuyos cuerpos nunca fueron encontrados.
- Frazier Glenn Miller, Jr.: terrorista y supremacista blanco que asesinó a tres personas en 2014. Fue condenado a muerte, pero murió por causas naturales en 2021.
- Martin Priest: asesino convicto y posible asesino en serie.
- Dennis Rader: asesino en serie convicto, también conocido como BTK, que asesinó a diez personas entre 1974 y 1991, evadiendo su captura hasta 2005. Rader se declaró culpable y fue condenado a diez cadenas perpetuas consecutivas.[6]
- John Robinson: asesino en serie convicto, estafador, malversador, secuestrador y falsificador. Fue declarado culpable de tres asesinatos en 2003 y condenado a muerte por dos de ellos. Posteriormente admitió ser responsable de otros cinco homicidios, y los investigadores temen que haya más víctimas no descubiertas. Debido a que Robinson contactó a la mayoría de sus víctimas posteriores a 1993 a través de salas de chat en línea, a veces se le llama "el primer asesino en serie del internet".